# Chiton verconis
Chiton verconis är en blötdjursart som beskrevs av Torr och Edwin Ashby 1898. Chiton verconis ingår i släktet Chiton och familjen Chitonidae. Inga underarter finns listade i Catalogue of Life.